# Nikita Koutcherov
Pour les articles homonymes, voir Koutcherov.
Nikita Igorevitch Koutcherov (en russe : Никита Игоревич Кучеров et en anglais : Nikita Kucherov), né le 17 juin 1993 à Maïkop dans la République d'Adyguée en Russie, est un joueur professionnel russe de hockey sur glace. Il évolue au poste d'ailier droit pour le Lightning de Tampa Bay dans la Ligue nationale de hockey (LNH).

## Biographie

### Carrière en club
En 2009, il débute dans la Molodiojnaïa Hokkeïnaïa Liga avec la Krasnaïa Armia, l'équipe MHL du HK CSKA Moscou. Il est sélectionné au troisième tour, en 60e position lors du repêchage d'entrée dans la KHL 2010 par le CSKA qui le protège pour conserver ses droits.  Le 24 janvier 2011, il débute avec l'équipe première dans la Ligue continentale de hockey face au Dinamo Riga. Il inscrit ses deux premières assistances le 16 février face au Metallourg Magnitogorsk. Avec la Krasnaïa Armia, il décroche la coupe Kharlamov 2011 en battant en finale les tenants du titre, les Stalnye Lissy, équipe réserve du Metallourg Magnitogorsk, quatre victoires à zéro. Lors du repêchage d'entrée dans la LNH 2011, le Lightning de Tampa Bay le choisit au deuxième tour en cinquante-huitième position. Il est repêché par les Remparts de Québec en 43e position lors de la sélection européenne de la Ligue canadienne de hockey en 2012. Après avoir été opéré de l'épaule au printemps 2012, il décide de partir en Amérique du Nord et débute dans la Ligue de hockey junior majeur du Québec avec les Remparts. Le 21 novembre 2012, il est échangé aux Huskies de Rouyn-Noranda en retour de Denis Kamaïev.
Il passe professionnel en 2013. Il est assigné par le Lightning au Crunch de Syracuse dans la Ligue américaine de hockey. Il évolue notamment aux côtés de son compatriote, le centre Vladislav Namestnikov. Il est nommé recrue du mois d'octobre dans la LAH et joueur de la semaine se terminant le 3 novembre. Le Lightning, privé de plusieurs cadres blessés tel que Steven Stamkos, appelle Koutcherov en renfort. Le 25 novembre 2013, le russe joue son premier match dans la Ligue nationale de hockey face aux Rangers de New York. Il marque le but de la victoire 5-0 face à Henrik Lundqvist. Le 28 octobre 2014, il marque un triplé face aux Coyotes de l'Arizona lors d'une victoire 7-3.
Lors de la saison 2014-2015, il forme la ligne des Triplés avec Tyler Johnson et Ondřej Palát.
Il remporte la coupe Stanley en 2020 avec Tampa Bay. Il termine alors meilleur pointeur des séries éliminatoires.
Koutcherov est opéré de la hanche le 29 décembre 2020 et rate la saison régulière de la saison 2020-2021 raccourcie par la pandémie de Covid-19. Il fait son retour pour les séries éliminatoires de la Coupe Stanley. Il termine une nouvelle fois meilleur pointeur et meilleur passeur des séries éliminatoires avec 32 points dont 24 assistances. Le Lightning remporte une deuxième coupe Stanley consécutive.
Le 17 avril 2024, quelques jours après Connor McDavid, il devient le cinquième joueur de l'histoire de la LNH à comptabiliser cent assistances en saison régulière. Koutcherov termine la saison régulière avec cent-quarante-quatre points dont quarante-quatre buts et cents assistances, soit ses meilleurs totaux en saison régulière depuis ses débuts dans la ligue. Il remporte le trophée Art-Ross pour la deuxième fois.

### Carrière internationale
Il représente la Russie en sélection jeune. Lors du championnat du monde moins de 18 ans 2011, il inscrit vingt-et-un points dont onze buts. Il établit ainsi le record de points lors d'un championnat du monde moins de 18 ans effaçant la performance d'Aleksandr Ovetchkine, 18 points, lors du championnat du monde moins de 18 ans 2002.
Battue en demi-finale 3-1 par la Suède, la Russie prend la troisième place face au Canada en s'imposant 6-4. Il prend part à la Super Série Subway 2011.

## Statistiques

### En club
| Saison     | Équipe                   | Ligue      |     | Saison régulière | Saison régulière | Saison régulière | Saison régulière | Saison régulière |    | Séries éliminatoires | Séries éliminatoires | Séries éliminatoires | Séries éliminatoires | Séries éliminatoires |
| Saison     | Équipe                   | Ligue      | PJ  | B                | A                | Pts              | Pun              | PJ               | B  | A                    | Pts                  | Pun                  |                      |                      |
| 2009-2010  | Krasnaïa Armia           | MHL        | 53  | 29               | 25               | 54               | 40               | 5                | 0  | 2                    | 2                    | 2                    |                      |                      |
| 2010-2011  | Krasnaïa Armia           | MHL        | 41  | 27               | 31               | 58               | 81               | 10               | 5  | 8                    | 13                   | 16                   |                      |                      |
| 2010-2011  | HK CSKA Moscou           | KHL        | 8   | 0                | 2                | 2                | 0                | -                | -  | -                    | -                    | -                    |                      |                      |
| 2011-2012  | HK CSKA Moscou           | KHL        | 18  | 1                | 3                | 4                | 4                | -                | -  | -                    | -                    | -                    |                      |                      |
| 2011-2012  | Krasnaïa Armia           | MHL        | 23  | 24               | 19               | 43               | 40               | 7                | 3  | 1                    | 4                    | 0                    |                      |                      |
| 2012-2013  | Remparts de Québec       | LHJMQ      | 6   | 3                | 7                | 10               | 2                | -                | -  | -                    | -                    | -                    |                      |                      |
| 2012-2013  | Huskies de Rouyn-Noranda | LHJMQ      | 27  | 26               | 27               | 53               | 12               | 14               | 9  | 15                   | 24                   | 10                   |                      |                      |
| 2013-2014  | Crunch de Syracuse       | LAH        | 17  | 13               | 11               | 24               | 10               | -                | -  | -                    | -                    | -                    |                      |                      |
| 2013-2014  | Lightning de Tampa Bay   | LNH        | 52  | 9                | 9                | 18               | 14               | 2                | 1  | 0                    | 1                    | 0                    |                      |                      |
| 2014-2015  | Lightning de Tampa Bay   | LNH        | 82  | 29               | 36               | 65               | 37               | 26               | 10 | 12                   | 22                   | 14                   |                      |                      |
| 2015-2016  | Lightning de Tampa Bay   | LNH        | 77  | 30               | 36               | 66               | 30               | 17               | 11 | 8                    | 19                   | 8                    |                      |                      |
| 2016-2017  | Lightning de Tampa Bay   | LNH        | 74  | 40               | 45               | 85               | 38               | -                | -  | -                    | -                    | -                    |                      |                      |
| 2017-2018  | Lightning de Tampa Bay   | LNH        | 80  | 39               | 61               | 100              | 42               | 17               | 7  | 10                   | 17                   | 10                   |                      |                      |
| 2018-2019  | Lightning de Tampa Bay   | LNH        | 82  | 41               | 87               | 128              | 62               | 3                | 0  | 2                    | 2                    | 19                   |                      |                      |
| 2019-2020  | Lightning de Tampa Bay   | LNH        | 68  | 33               | 52               | 85               | 38               | 25               | 7  | 27                   | 34                   | 22                   |                      |                      |
| 2020-2021  | Lightning de Tampa Bay   | LNH        | 0   | 0                | 0                | 0                | 0                | 23               | 8  | 24                   | 32                   | 14                   |                      |                      |
| 2021-2022  | Lightning de Tampa Bay   | LNH        | 47  | 25               | 44               | 69               | 22               | 23               | 8  | 19                   | 27                   | 14                   |                      |                      |
| 2022-2023  | Lightning de Tampa Bay   | LNH        | 82  | 30               | 83               | 113              | 36               | 6                | 1  | 5                    | 6                    | 11                   |                      |                      |
| 2023-2024  | Lightning de Tampa Bay   | LNH        | 81  | 44               | 100              | 144              | 22               | 5                | 0  | 7                    | 7                    | 2                    |                      |                      |
| Totaux LNH | Totaux LNH               | Totaux LNH | 725 | 320              | 553              | 873              | 341              | 147              | 53 | 114                  | 167                  | 114                  |                      |                      |

### En équipe nationale
| Année | Compétition                          |    | PJ | B  | A  | Pts | Pun | +/-                    |  | Résultat |
| 2011  | Championnat du monde moins de 18 ans | 7  | 11 | 10 | 21 | 6   | +10 | Médaille de bronze     |  |          |
| 2012  | Championnat du monde junior          | 7  | 2  | 5  | 7  | 4   | +2  | Médaille d'argent      |  |          |
| 2013  | Championnat du monde junior          | 7  | 5  | 3  | 8  | 4   | +4  | Médaille de bronze     |  |          |
| 2016  | Coupe du monde                       | 4  | 2  | 1  | 3  | 0   | +1  | Défaite en demi-finale |  |          |
| 2017  | Championnat du monde                 | 10 | 7  | 8  | 15 | 8   | +7  | Médaille de bronze     |  |          |
| 2019  | Championnat du monde                 | 10 | 6  | 10 | 16 | 4   | +11 | Médaille de bronze     |  |          |

## Récompenses

### Championnat du monde moins de 18 ans
- 2011 : nommé meilleur attaquant
- 2011 : meilleur pointeur
- 2011 : meilleur buteur

### Molodiojnaïa Hokkeïnaïa Liga
- 2011 : sélectionné pour le Match des étoiles[11]
- 2011 : nommé dans l'équipe type du journal Sovetski Sport

### Ligue américaine de hockey
- 2013 : nommé recrue du mois d'octobre

### Ligue nationale de hockey
- 2016-2017 :
  - participe au 62e Match des étoiles (1)
  - nommé dans la deuxième équipe d'étoiles[12]
- 2017-2018 : 
  - participe au 63e Match des étoiles (2)
  - nommé dans la première équipe d'étoiles (1)
- 2018-2019 : 
  - remporte le trophée Art-Ross
  - remporte le trophée Ted-Lindsay
  - remporte le trophée Hart
  - participe au 64e Match des étoiles (3)
  - nommé dans la première équipe d'étoiles de la LNH (2)
- 2019-2020 : vainqueur de la coupe Stanley (1)
- 2020-2021 : vainqueur de la coupe Stanley (2)
- 2022-2023 : participe au 67e Match des étoiles (4)
- 2023-2024 : 
  - participe au 68e Match des étoiles (5)
  - remporte le trophée Art-Ross (2)

## Records

### Records de la LNH
- Plus de passes décisives par un ailier droit en une saison régulière, 87 passes (2018-2019) (ex aequo avec Jaromír Jágr)[13].
- Plus de points en une seule saison par un joueur d'origine russe, 128 (2018-2019)[14]

- Plus de points en un seul mois par un joueur des Tampa Bay Lightning, 30 (2018-2019)
- Plus de passes décisives en un seul mois par un joueur des Tampa Bay Lightning, 21 (2018-19)
- Plus de matchs consécutifs avec un point pour commencer une saison par un joueur de Tampa Bay Lightning, 11 (2017-2018)
- Plus de matchs consécutifs dans le but de commencer une saison par un joueur du Lightning de Tampa Bay, 7 (2017-18)

### Records du Lightning de Tampa Bay
- Record de points en une seule saison régulière, 128 (2018-2019)
- Record de passes décisives en une seule saison régulière, 87 (2018-2019)[15]

- Plus de points en séries éliminatoires - 95
- Plus grand nombre de buts en séries éliminatoires - 36
- Plus grand nombre d'aides aux séries éliminatoires - 59[16]

- Plus de points en une seule saison éliminatoire, 34 (2019-2020)[17]

- Le plus de passes décisives en une seule saison éliminatoire, 27 (2019-2020)
- Le plus de saisons consécutives avec 100 points ou +, 2 (2017-2018, 2018-2019)